# دي هافيلاند
شركة دي هافيلاند للطائرات (بالإنجليزية: de Havilland) هي شركة صناعة الطيران البريطانية.يقع مقرها في هارتفوردشير، إنجلترا. تأسست في سبتمبر 1920. عندما قام جيفري دي هافيلاند بتأسيس شركة تحت اسمه بعد، وذلك أن بيعت شركة أيركو (Airco) والتي كان يعمل فيها ككبير المصممين، كان موقع الشركة عند تاسيسها في مطار ستاق لين في ادجوير، بالقرب من لندن. انتقلت الشركة في وقت لاحق إلى مطار هاتفيلد في هيرتفوردشاير. وكانت شركة دي هافيلاند للطائرات هي الشركة المسؤولة عن إنتاج أول طائرة ركاب نفاثة وطائرات أخرى مبتكرة.